# Chowdlapura, Tiptur
Chowdlapura là một làng thuộc tehsil Tiptur, huyện Tumkur, bang Karnataka, Ấn Độ.